# Hugenottenaufstände
Saint-Jean-d’Angély – Montauban – La Rochelle (1621/22) – Royan – Saint-Antonin  – Montpellier – La Rochelle (1627–1628)
Die Hugenottenaufstände, die nach dem Hugenottenführer Henri II. de Rohan auch als „Rohan-Kriege“ bezeichnet werden, waren eine Reihe von Aufständen in den 1620er Jahren, bei denen sich französische calvinistische Protestanten (Hugenotten), vor allem im Südwesten Frankreichs, gegen die königliche Autorität auflehnten. Der Aufstand ereignete sich ein Jahrzehnt nach dem Tod Heinrichs IV., der ursprünglich selbst Hugenotte war, bevor er zum Katholizismus konvertierte, und der die Protestanten durch das Edikt von Nantes geschützt hatte. Sein Nachfolger Ludwig XIII., der unter der Regentschaft seiner italienisch-katholischen Mutter Maria de’ Medici stand, wurde gegenüber dem Protestantismus immer intoleranter. Die Hugenotten versuchten zu reagieren, indem sie sich verteidigten, unabhängige politische und militärische Strukturen aufbauten, diplomatische Kontakte mit ausländischen Mächten knüpften und sich offen gegen die Zentralmacht auflehnten. Die hugenottischen Aufstände folgten auf zwei Jahrzehnte des inneren Friedens unter Heinrich IV. und auf die französischen Religionskriege von 1562–1598.

## Erster Hugenottenaufstand (1620 – 1622)

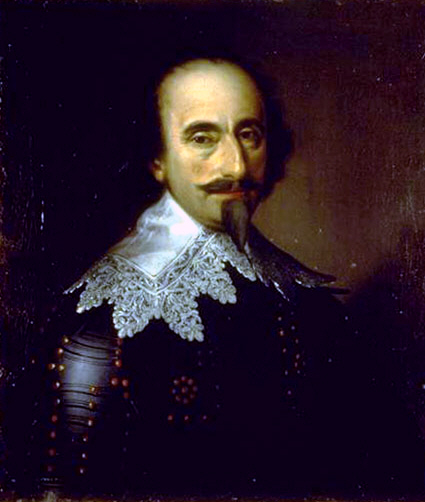
Henri II. de Rohan, Anführer aus dem bretonischem Adel

Der erste Hugenottenaufstand wurde durch die Wiederherstellung der katholischen Rechte im hugenottischen Béarn durch Ludwig XIII. im Jahr 1617 und die militärische Annexion des Béarn durch Frankreich im Jahr 1620 mit der Besetzung von Pau im Oktober 1620 ausgelöst. Die Regierung wurde durch ein Parlement nach französischem Vorbild ersetzt, in dem nur Katholiken sitzen durften.
Die Hugenotten fühlten sich in ihrem Überleben bedroht und versammelten sich am 25. Dezember in La Rochelle. Auf dieser hugenottischen Generalversammlung wurde beschlossen, sich der königlichen Bedrohung energisch zu widersetzen und unter der Leitung Henri II. de Rohans, einem glühenden Befürworter des offenen Konflikts mit dem König, einen „Staat im Staate“ mit einem unabhängigen Militärkommando und unabhängigen Steuern zu errichten. Zu dieser Zeit zeigten sich die Hugenotten der Krone gegenüber trotzig und beabsichtigten, nach dem Vorbild der niederländischen Republik unabhängig zu werden: „Wenn die Bürger, die ihrer Führung überlassen waren, in ihren Rechten und ihrem Glauben bedroht würden, würden sie den Niederländern in ihrem Widerstand gegen Spanien nacheifern und sich aller Macht der Monarchie widersetzen, um sie zu unterwerfen.“ (Mercure de France)
1621 unternahm Ludwig XIII. den Versuch, das, was er als offene Rebellion gegen seine Macht ansah, auszurotten. Er führte ein Heer nach Süden, dem es zunächst gelang, die Hugenottenstadt Saumur einzunehmen, und dann am 24. Juni die Belagerung von Saint-Jean-d’Angély gegen Rohans Bruder Benjamin de Rohan, Baron de Soubise, zu gewinnen. Eine kleine Truppe versuchte, La Rochelle unter dem Grafen von Soissons in der Blockade von La Rochelle zu umzingeln, aber Ludwig XIII. zog dann südlich nach Montauban, wo er seine Truppen in der Belagerung der Stadt erschöpfte.
Nach einer Pause wurden die Kämpfe 1622 mit zahlreichen Gräueltaten wieder aufgenommen, darunter die Belagerung von Nègrepelisse, bei der die Bevölkerung massakriert und die Stadt niedergebrannt wurde.
In La Rochelle begann die Flotte der Stadt unter Jean Guiton, die königlichen Schiffe und Stützpunkte zu bedrängen. Die königliche Flotte und die Flotte von La Rochelle trafen in der Seeschlacht von Saint-Martin-de-Ré am 27. Oktober 1622 in einem ergebnislosen Gefecht aufeinander.

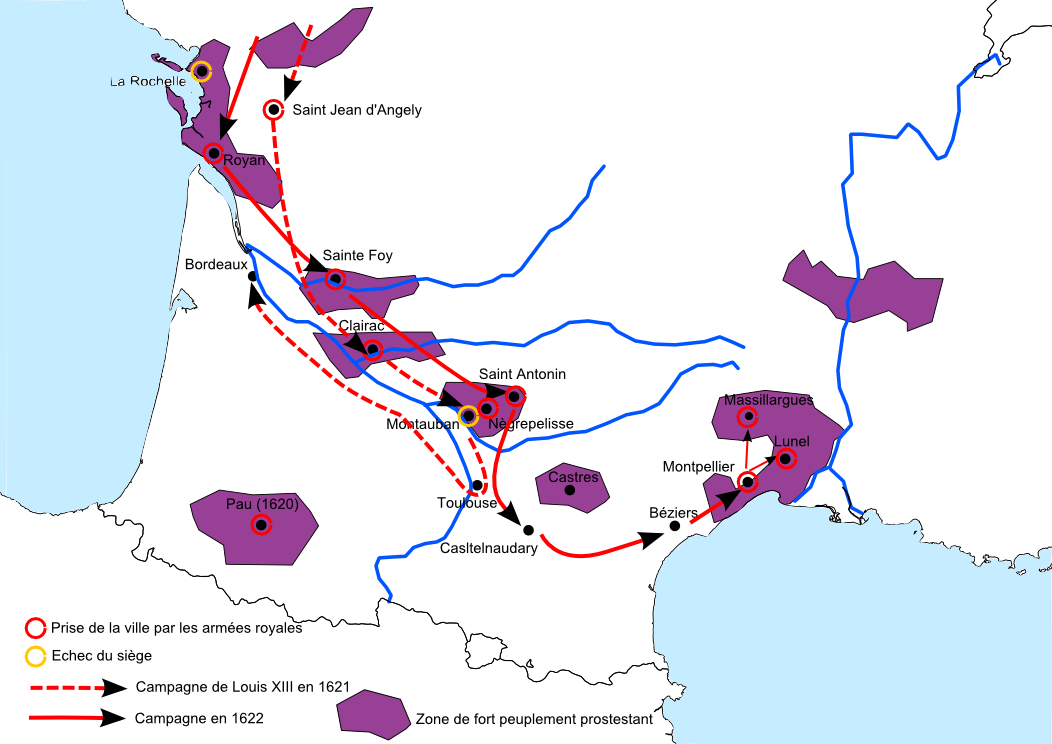
Hugenottengebiete (violett) und königliche Intervention (rot) zwischen 1620 und 1622

In der Zwischenzeit beendete der Vertrag von Montpellier die Feindseligkeiten. Die hugenottischen Festungen Montauban und La Rochelle durften behalten werden, aber die Festung Montpellier musste geschleift werden.
Im Jahr 1624 kam Kardinal Richelieu als oberster Minister an die Macht, was für die Protestanten noch schwierigere Zeiten bedeuten sollte.

## Zweiter Hugenottenaufstand (1625 – 1626)

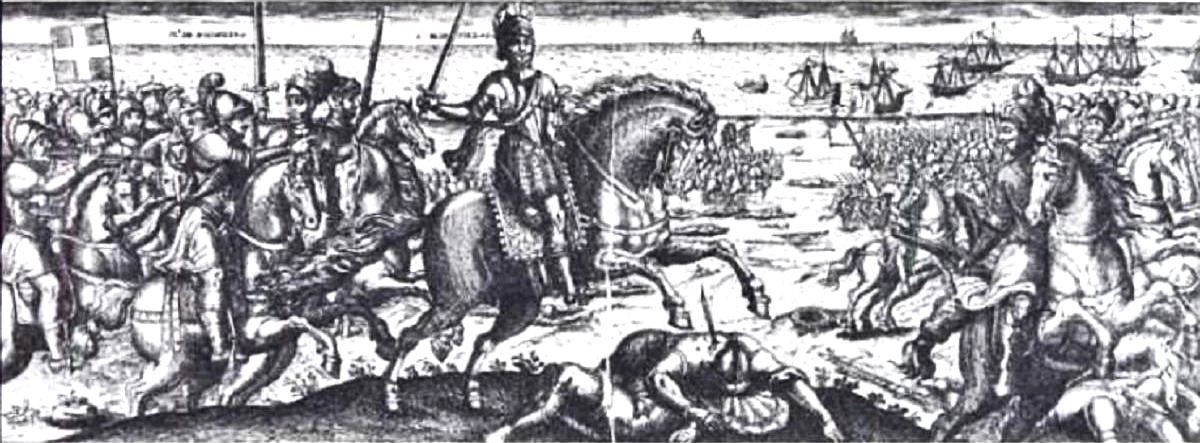
Henri de Schomberg und Toiras vernichten die englische Armee unter Buckingham in der Belagerung von Saint-Martin-de-Ré (1627)

Ludwig XIII. hielt sich jedoch nicht an die Bedingungen des Vertrags von Montpellier, was erneut den Unmut der Hugenotten hervorrief. Toiras verstärkte die Befestigung von Fort Louis, anstatt sie abzubauen, und zwar direkt unter den Mauern der Hugenottenhochburg La Rochelle, während in Blavet eine starke Flotte für den Fall einer Belagerung der Stadt vorbereitet wurde. Die Gefahr einer künftigen Belagerung La Rochelles war sowohl für Soubise als auch für die Bevölkerung offensichtlich.
Im Februar 1625 führte Soubise einen zweiten Hugenottenaufstand gegen Ludwig XIII. an und besetzte nach der Veröffentlichung eines Manifests die Île de Ré in der Nähe von La Rochelle. Von dort segelte er in die Bretagne, wo er in der Schlacht von Blavet einen erfolgreichen Angriff auf die königliche Flotte führte, obwohl er die Festung nach einer dreiwöchigen Belagerung nicht einnehmen konnte. Soubise kehrte daraufhin mit 15 Schiffen nach Ré zurück und besetzte bald auch die Île d’Oléron, wodurch er das Kommando über die Atlantikküste von Nantes bis Bordeaux erhielt. Durch diese Taten wurde er als Oberhaupt der Hugenotten anerkannt und nannte sich „Admiral der protestantischen Kirche“. Die französische Marine hingegen war nun völlig erschöpft, was die Zentralregierung verwundbar machte.
Die hugenottische Stadt La Rochelle stimmte am 8. August dafür, sich Soubise anzuschließen. Dies endete mit der Niederlage der Flotten von La Rochelle und Soubise und der vollständigen Rückeroberung der Île de Ré im September.
Nach langen Verhandlungen wurde am 5. Februar 1626 der Vertrag von Paris zwischen der Stadt La Rochelle und König Ludwig XIII. unterzeichnet, der die Religionsfreiheit bewahrte, aber einige Garantien gegen mögliche künftige Umwälzungen enthielt: Insbesondere wurde La Rochelle untersagt, eine Flotte zu unterhalten.

## Dritter Hugenottenaufstand (1627–1629)

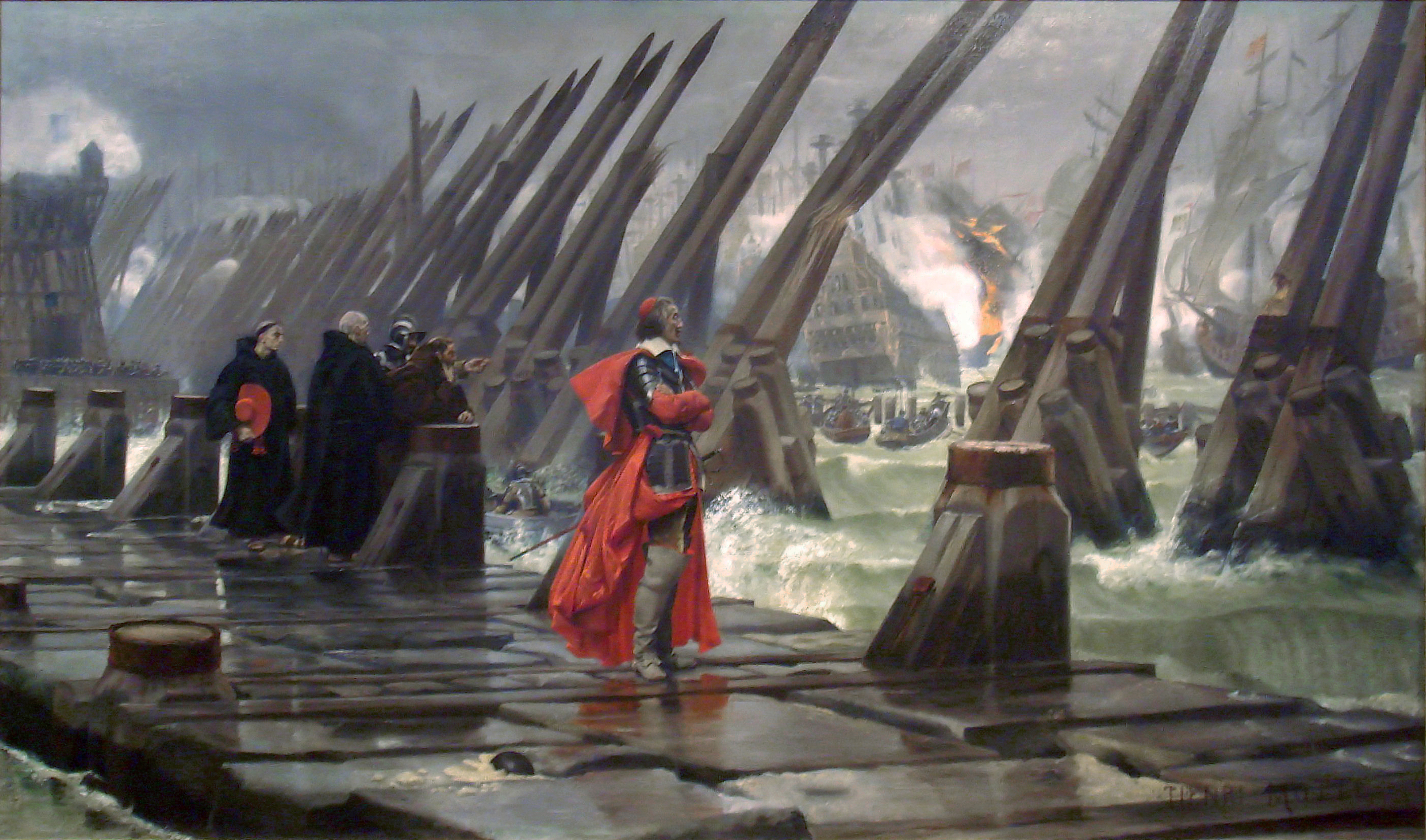
Richelieu vor La Rochelle

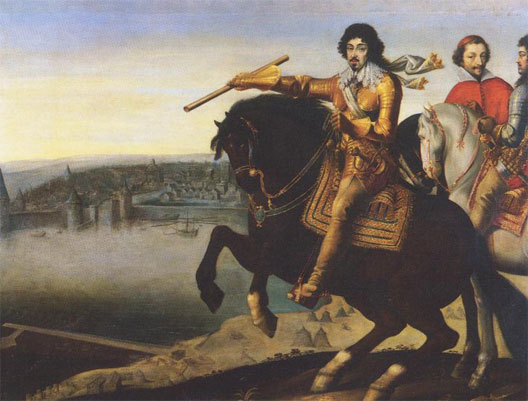
Ludwig XIII. und Kardinal de Richelieu vor La Rochelle

Der dritte und letzte Aufstand der Hugenotten begann mit einer englischen Militärintervention, die einen Aufstand gegen den französischen König anstrebte. Die Rebellen hatten die Unterstützung des englischen Königs Karl I. erhalten, der seinen Günstling George Villiers, 1. Duke of Buckingham, mit einer Flotte von 80 Schiffen entsandte. Im Juni 1627 organisierte Buckingham die Landung von 6.000 Mann auf der nahe gelegenen Insel Île de Ré, um den Hugenotten zu helfen. Damit begann der Englisch-Französische Krieg (1627–1629), dessen Ziel es war, die Zufahrten nach La Rochelle zu kontrollieren und die Rebellion in der Stadt zu unterstützen. Buckingham ging schließlich das Geld und die Unterstützung aus, und seine Armee war durch Krankheiten geschwächt. Die englische Intervention endete mit der erfolglosen Belagerung von Saint-Martin-de-Ré (1627). Nach einem letzten Angriff auf Saint-Martin wurden sie mit schweren Verlusten zurückgeschlagen und zogen sich auf ihre Schiffe zurück.
Auf die englische Intervention folgte die Belagerung von La Rochelle. Kardinal Richelieu fungierte als Befehlshaber der Belagerungstruppen (während der Abwesenheit des Königs). Die Einwohner von La Rochelle leisteten 14 Monate lang Widerstand, unter der Führung des Bürgermeisters Jean Guiton und mit allmählich abnehmender Hilfe aus England. Während der Belagerung sank die Bevölkerung von La Rochelle aufgrund von Verlusten, Hungersnöten und Krankheiten von 27.000 auf 5.000. Die Kapitulation erfolgte bedingungslos.
Rohan setzte seinen Widerstand in Südfrankreich fort, wo die Truppen Ludwigs XIII. 1629 weiter intervenierten. Bei der Belagerung von Privas wurden die Einwohner massakriert oder vertrieben, und die Stadt wurde niedergebrannt. Bei der Belagerung von Alès im Juni 1629 errang Ludwig XIII. schließlich einen entscheidenden Sieg, und Rohan unterwarf sich.
Durch den Frieden von Alais verloren die Hugenotten ihre territorialen, politischen und militärischen Rechte, behielten aber die durch das Edikt von Nantes gewährte Religionsfreiheit. Sie waren jedoch der Monarchie ausgeliefert und konnten sich nicht mehr wehren, als der nächste König, Ludwig XIV., in den 1670er Jahren eine aktive Verfolgung einleitete und 1685 das Edikt von Nantes aufhob.

## Nachwirkungen
Die Aufstände der Hugenotten wurden von der französischen Krone unerbittlich niedergeschlagen. Infolgedessen verloren die Hugenotten ihre politische Macht und trugen zur Stärkung der Zentralregierung bei, die den Weg zum Absolutismus fortsetzte. Die Hugenotten behielten die im Edikt von Nantes gewährten Religionsfreiheiten bei, doch Ludwig XIV. unterdrückte diese später und hob das Edikt von Nantes 1685 mit dem Edikt von Fontainebleau auf.